# Det som engang var
Det Som Engang Var és el segon àlbum d'estudi de la banda de black metal noruec Burzum. Va ser grabat l'abril de 1992 als estudis de gravació de Grieg Hall, situats a Bergen, i publicat l'agost de 1993 amb només 950 còpies a través de la propia discogràfica de Burzum, Cymphomane, creada pel mateix Varg Vikernes per a poder abandonar Deathlike Silence Productions, la discogràfica d'Euronymous, amb qui havia publicat els seus treballs anteriors.
La portada de l'àlbum, dissenyada per Jannicke Wiise-Hansen, està inspirada en la portada del joc de rol Advanced Dungeons & Dragons (primera edició).
L'àlbum va ser re-distribuït el 1994 a través de Mysanthropy Records.

## Llistat de cançons
1. Den Onde Kysten - 2:20
2. Key To The Gate - 5:10
3. En Ring Til Å Herske - 7:09
4. Lost Wisdom - 4:38
5. Han Som Reiste - 4:50
6. Når Himmelen Klarner - 3:50
7. Snu Mikrokosmos Tegn - 9:36
8. Svarte Troner - 2:16

## Crèdits
- Count Grishnackh (Varg Vikernes) - Veus, guitarres, baix, bateria, sintetitzadors, gong i producció
- Euronymous (Øystein Aarseth) - Gong a "Den Onde Kysten"
- Pytten (Eirik Hundvin) - Producció